# Sheina Marshall
Sheina Macalister Marshall (Rothesay, 20 april 1896 - Millport, 7 april 1977) was een Schots marinebioloog. Ze is bekend door haar onderzoek naar eenoogkreeftjes, in het bijzonder het geslacht Calanus.

## Biografie
Sheina Marshall werd geboren op 20 april 1896 als dochter van John Nairn Marshall en Jean Colville Binnie. In eerste instantie werd ze onderwezen door een gouvernante maar later ging ze naar Rothesay Academy en vervolgens naar St Margaret’s School in Polmont. In haar tienerjaren leed ze voor een periode van twee jaar aan acuut gewrichtsreuma, in die periode las ze menig werk van Charles Darwin. Ook las ze boeken over geologie en zoölogie. Dit inspireerde haar om zoöloog te worden. Ze begon in 1914 aan een studie aan de Universiteit van Glasgow die ze in 1915-1916 onderbrak om in de fabriek van haar oom te werken. Tijdens haar studie volgde ze vakken op het gebied van botanie, zoölogie en fysiologie en studeerde in 1919 cum laude af. Van 1920 tot en met 1922 had ze een Carnegie fellowship. In die periode werkte ze samen met de zoöloog John Graham Kerr. Ze deed tijdens dit fellowship onderzoek naar het gedrag en de structuur van het hydroïdpoliepen-geslacht Hydra.
In 1922 kreeg ze een aanstelling aan het University Marine Biological Station Millport waar ze de rest van haar leven bleef werken. Ze deed in haar beginperiode onderzoek naar het voedsel van eenoogkreeftjes en in het bijzonder naar Calanus finmarchicus. Haar eerste wetenschappelijk artikel ging over het embryo van een miereneter. In 1923 kwam Andrew Picken Orr aan op het station en Marrshall en Orr raakte goed bevriend. De twee  hebben een groot deel van hun verdere leven met elkaar samengewerkt. In 1924 publiceerde ze een artikel over het eetgedrag van onder andere Calanus.  Ook deed ze onderzoek naar micro-plankton wat ertoe leidde dat ze in 1925 de eerste was die de alg Proterythropsis vigilans beschreef. In 1927-1928 deed ze onderzoek naar de toename van kiezelwieren in Loch Striven.
In de periode 1928-1929 namen Marshall en Orr samen deel aan een expeditie naar het Groot Barrièrerif. Na terugkomst richtte Marshall zich wederom op de eenoogkreeftjes. In 1933 publiceerde ze een artikel over de variatie in formaat per seizoen van Calanus in de Firth of Clyde. Het jaar erop behaalde ze een doctoraat aan de Universiteit van Glasgow. In 1935 publiceerde ze samen met enkele collega's de resultaten van een studie naar de chemische samenstelling, het formaat, het gewicht en de verspreiding van Calanus in Loch Striven. Ook is de relatie met betrekking tot fytoplankton meegenomen.
Vlak voor de Tweede Wereldoorlog deed ze onderzoek naar de groei van bepaalde vissoorten levende in de Clyde. Door het uitbreken van de oorlog verschoven haar prioriteiten echter. Zo zat ze samen met Orr in diverse ministeriële commissies. Daarnaast was ze op zoek naar zeewieren die voor de productie van agar gebruikt konden worden. In 1943 werd ze benoemd tot fellow aan de Royal Society of Edinburgh. Na de oorlog richtte Orr en Marshall zich weer op het geslacht Calanus en brachten ze hun werk in boekvorm uit. Orr overleed in 1962 en Marshall zette hun werk alleen voort. Ze werd in 1963 Fellow of the Royal Society. In 1965 ging ze de samenwerking aan met Eric Dennis Sennet Corner die tot aan de dood van Marshall hun onderzoek beschreef. Het jaar erop ontving ze de Orde van het Britse Rijk. In 1970-1971 was ze verbonden aan het Scripps Institution of Oceanography. Vervolgens was ze in 1974 gastonderzoeker aan het Franse Observatoire Oceanologique de Villefranche. Ze ontving in 1977 een eredoctoraat van de Universiteit van Uppsala. 
In de laatste jaren van haar leven werd haar zicht slechter wat het ondoenlijk maakte om nog preparaten onder de microscoop te onderzoeken. Daarom begon ze met het beschrijven van de geschiedenis van de Scottish Marine Biological Association. Dit werk is gepubliceerd in 1987. In 1975 liep ze een longontsteking op waarna haar gezondheid verslechterde. Op 7 april 1977 overleed ze in het ziekenhuis aan een hartaanval.

## Publicaties (selectie)
- 'The Food of Calanus finmarchicus, Journal of the Marine Biological Association UK, Vol. 12 (1924), 473-79.
- On the Biology of Calanus finmarchicus. VIII., 1955 (met Andrew Picken Orr)
- The Biology of a Marine Copepod, 1955 (met Andrew Picken Orr)
- 'Respiration and Feeding in Copepods', Advances in Marine Biology, 1973